# Pilar Sánchez Cervi
Pilar Sánchez Cervi (nacida el 6 de enero de 1982 en Málaga, Andalucía) es una jugadora de hockey sobre hierba española. Disputó los Juegos Olímpicos de Pekín 2008  con España, obteniendo un séptimo puesto. 

## Participaciones en Juegos Olímpicos
- Pekín 2008, puesto 7.